# Břetislav Novák
Břetislav Novák (2. března 1938, Pardubice – 18. srpna 2003, Praha) byl český matematik. Zabýval se širokým spektrem oblastí matematické analýzy, zejména pak teorií funkcí komplexní proměnné, nicméně jeho hlavní oblast zájmu byla analytická teorie čísel.

## Biografie
Základní školu a gymnázium vystudoval v Chrudimi, poté studoval v letech 1956 až 1961 matematiku na Matematicko-fyzikální fakultě UK. V roce 1961 získal titul doktora přírodních věd, v roce obhájil 1966 kandidátskou práci Mřížové body v elipsoidech s vahami. Školitelem jeho diplomové i kandidátské práce byl prof. Vojtěch Jarník. Celou svou kariéru spojil s MFF UK v Praze.
V roce 1962 se stal docentem, v roce 1972 se stal doktorem věd a profesorem v roce 1982.